# Sunil Das
Sunil Das (4 de agosto de 1939 – 10 de agosto de 2015) fue un pintor expresionista indio. Es conocido por las pinturas de su Serie de Toros y su obra "Mujer".
En el 2014 fue condecorado por el gobierno de India con el premio Padma Shri, la cuarta distinción civil en importancia.

## Comienzos
Sunil Das nació en Calcuta, India. En 1955 comenzó a estudiar en el Colegio Gubernamental de Artes y Manualidades de Calcuta, luego ganó una beca del gobierno francés para estudiar en la École des Beaux-Arts en París.

## Carrera
Das se incorporó a la división de telares manuales del Gobierno de la India, Ministerio de textiles.
Para muchas de sus obras se inspiró en la fuerza y poder que expresa el movimiento del caballo y del toro. El otro tema recurrente es el de la mujer con el rostro negro, embrujada y embrujando al observador. Sus obras giran en torno a relaciones hombre-mujer, la mujer y la relevancia de su sexualidad y la soledad. Realizó unas 88 exposiciones solo por todo el mundo, sus obras han participado en la Bienal de París.
Fue miembro fundador de la Sociedad de Artistas Contemporáneos.

## Obras
- Serie de los Toros
- Una mujer y sus sentimientos (óleo)
- Caballos en movimiento (carbonilla)[7]